# Port Nelson Airport
Port Nelson Airport (engelska: New Port Nelson Airport, Rum Cay Airport) är en flygplats i Bahamas.   Den ligger i distriktet Rum Cay, i den sydöstra delen av landet, 300 km sydost om huvudstaden Nassau. Port Nelson Airport ligger 5 meter över havet. Den ligger på ön Rum Cay Island.
Terrängen runt Port Nelson Airport är mycket platt. Havet är nära Port Nelson Airport österut. Trakten är glest befolkad. 